# Dusty Hare
Pour les articles homonymes, voir Hare.
Pas d'image ? Cliquez ici

a Compétitions nationales et continentales officielles uniquement.

b Matchs officiels uniquement.
William Henry Hare, connu sous le nom de Dusty Hare, est né le 29 novembre 1952 à Newark-on-Trent, Nottinghamshire (Angleterre). C’est un joueur de rugby à XV sélectionné en équipe d'Angleterre de 1974 à 1984 au poste d'arrière. 
Il joue d'abord pour Nottingham puis pour les Leicester Tigers. 
Dusty Hare a inscrit un record mondial de 7 337 points en matches au plus haut niveau de 1971 à 1989, 1800 pour Nottingham, 4427 pour les Leicester Tigers, 240 pour l'équipe d'Angleterre, 88 pour les Lions et 782 dans d'autres rencontres.

## Carrière

### En club
- Nottingham RFC
- Leicester Tigers

### En équipe nationale
Dusty Hare honore sa première cape internationale le 16 mars 1974 contre le pays de Galles et sa dernière dix ans plus tard, obtenant 25 capes internationales. 
Il participe à la tournée des Lions britanniques en 1983 en Nouvelle-Zélande.
Il dispute également des parties de cricket au plus haut niveau pour le Nottinghamshire CCC.
Il arrête sa carrière rugbystique après 1988 et la finale de coupe d'Angleterre perdue contre Bath.
Par la suite, il exerce la profession de fermier jusqu'en 2001 et participe à l'entraînement des jeunes des Leicester Tigers puis devient observateur auprès de ces derniers. Entre 2010 et 2017, il travaille pour les Northampton Saint puis retourne à Leicester.
Dusty Hare est fait membre de l'Empire britannique (MBE) le 31 décembre 1988 « pour sa contribution au rugby ».

## Palmarès
- 25 sélections avec l'équipe d'Angleterre.
- Ventilation par année : 1 en 1974, 2 en 1978, 1 en 1979, 4 en 1980, 4 en 1981, 2 en 1982, 5 en 1983, 6 en 1984.
- Sept Tournois des Cinq Nations disputés : 1974, 1978, 1980, 1981, 1982, 1983 et 1984.
- Vainqueur du Tournoi 1980 (avec un Grand Chelem).